# Wings (romance)
Asas é o primeiro de uma série de livros para jovens-adultos sobre fadas da autora estreante Aprilynne Pike. Foi lançado nos EUA, Reino Unido, e Canadá em 5 de maio de 2009. É o primeiro dos quatro livros sobre uma garota de 15 anos que descobre que é mandada para o mundo humano para guardar as chaves de Avalon.

## Adaptação cinematográfica
Em 15 de Julho, 2009, a revista Variety anunciou que a The Walt Disney Company havia comprado os direitos de adaptação de Wings. Miley Cyrus era cotada para viver Laurel.